# 科學管理原則
《科學管理原則》（英語：The Principles of Scientific Management，或稱《科學管理原理》）是弗雷德里克·温斯洛·泰勒（Frederick Winslow Taylor）於1911年所出版的專著，他在其中闡述了他對科学管理原則或工業時代組織和決策理論的看法。泰勒是美國機械工程師，並在晚年時擔任管理顧問。而「科學管理」一詞是指為了每個人的利益而協調企業，包括即便違背現有觀念而增加工人的工資等，因此他的方法也經常被稱為「泰勒主義」。該專著由三個部分組成：導言、第一章：科學管理基礎、第二章：科學管理原則。